# Juvigny, Haute-Savoie
Juvigny là một xã trong tỉnh Haute-Savoie thuộc vùng Auvergne-Rhône-Alpes đông nam Pháp.